# Pía Sebastiani
Pía Sebastiani (* 27. Februar 1925 in Buenos Aires; † 26. Juli 2015 ebenda) war eine argentinische Pianistin und Musikpädagogin.

## Leben
Sebastiani studierte Klavier mit A. Pinto, Jorge Fanelli und Jorge de Lalewitz, und Komposition mit Gilardo Gilardi und Lamberto Baldi. Sie setzte ihre Ausbildung bei Marguerite Long, Magda Tagliaferro und Adele Markus fort. Im Jahre 1947 erhielt sie ein Stipendium der argentinischen Regierung und studierte am Conservatoire de Paris bei Darius Milhaud und Olivier Messiaen. 1943 komponierte sie ein Klavierkonzert, 1945 eine sinfonische Suite.
Von 1958 bis 1964 war sie Kulturbotschafterin Argentiniens in Paris und Brüssel. Als Pianistin trat sie mit fast allen bedeutenden lateinamerikanischen und europäischen Orchestern auf und gab Konzerte u. a. im Teatro Colón, in der Carnegie Hall, dem Salle Pleyel und der Wigmore Hall. Als Kammermusikerin arbeitete sie mit dem Chicago Quartett, dem Fine Arts Quartet und mit Violinisten wie Dimitri Sitkovetzki, Carter Enyart, Paul Kling, Alberto Lysy, Fernando Hasaj, Luis Roggiero, Rafael Gíntoli und Pablo Saraví zusammen.
Sebastiani unterrichtete unter anderen am Conservatorio Juan José Castro, der Universidad del Litoral und bis 1991 an der Ball State University Indiana, danach leitete sie in Argentinien das Conservatorio Beethoven und war Präsidentin der Fundación Beethoven, die sich der Förderung von Jungen Talenten widmet.
Anlässlich ihres 80. Geburtstages gab das Orquesta Filarmónica de Buenos Aires 2005 ein Konzert im Teatro Colón. 2007 wurde sie durch das Kultusministerium mit dem Premio a la Trayectoria ausgezeichnet. 2008 eröffnete sie den Sommerkonzert-Zyklus des Orquesta Sinfónica Municipal de Mar del Plata unter Leitung von José Maria Ulla.